# 海面地形

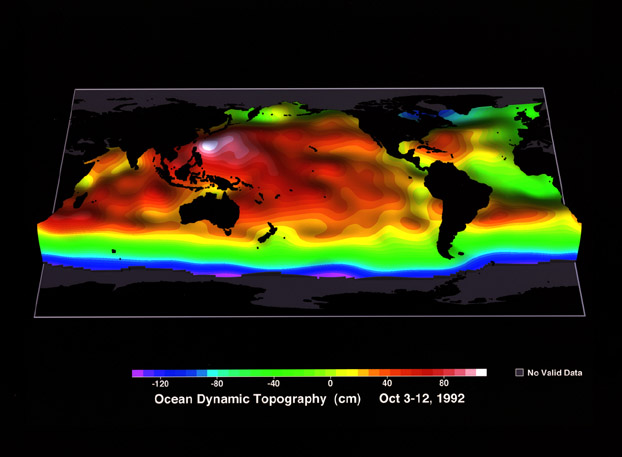
TOPEX/Poseidon是第一个用于探测海面地形的卫星任务，该任务使得科学家能够绘制出精度足够高的海面地形分布图，并将其用于对大尺度洋流系统的研究。这幅图像仅使用了10天（1992年10月3日至12日）的任务数据，就揭示出了大部分在过去百余年间通过船舶探测发现的洋流系统。

海面地形（英語：ocean surface topography），又称海洋动力地形（英語：ocean dynamic topography），是指海平面相对于大地水准面的高度。:33其起伏的程度在±1米之间，大致仅相当于大地水准面起伏的百分之一。:161产生海面地形的原因则有海浪、潮汐、洋流以及大气载荷等等:455。除海浪和潮汐作用外，其他影响海面地形的还有现象大多是在较大的空间和时间尺度上变化，如大型的洋流系统及其带来的涡流和环状结构、厄尔尼诺现象、风暴响应等等。

## 数学表达
海面地形 {\displaystyle H} 可视作由两部分组成，其中一部分是接近于完全静止的部分 {\displaystyle H_{0}}，另一部分则是随时间变化的部分 {\displaystyle \zeta }：:193
{\displaystyle H=H_{0}+\zeta }

## 研究组织
对海面地形进行研究的主要组织有美国国家航空航天局（NASA）、法国国家空间研究中心（CNES）、美国国家海洋和大气管理局（NOAA）和歐洲氣象衛星開發組織（EUMETSAT）等。